# Торлопова, Надежда Викторовна
Надежда Викторовна То́рлопова (родилась 23 ноября 1978 года в Шемонаихинском районе Казахстана) — заслуженный мастер спорта России по боксу, чемпионка мира и Европы, серебряный медалист Олимпийских игр в Лондоне. В финале Олимпиады уступила юной американке Кларессе Шилдс со счётом 19-12, после чего объявила о завершении спортивной карьеры.

## Награды
- Медаль ордена «За заслуги перед Отечеством» I степени (13 августа 2012 года) — за большой вклад в развитие физической культуры и спорта, высокие спортивные достижения на Играх XXX Олимпиады 2012 года в городе Лондоне (Великобритания)[1].